# Кассиль, Виталий Григорьевич
Виталий Григорьевич Кассиль (1928—1999) — учёный-нейрофизиолог, доктор медицинских наук, профессор, лауреат премии имени Л. А. Орбели (1992).
Сын физиолога Г. Н. Кассиля (1902—1986).

## Биография
Родился 18 ноября 1928 года в Москве.
В 1952 году — окончил 2-й Московский государственный медицинский институт.
С 1952 по 1956 годы — врач-психиатр в Казахстане.
С 1956 года — старший лаборант, младший научный сотрудник группы академика В. Н. Черниновского при Отделении биологии АН СССР.
С 1961 года — научный сотрудник Института физиологии, с 1972 года — заведующий лабораторией онтогенеза высшей нервной деятельности.
Академик РАЕН (1995); действительный член Международной академии информатизации; член Международной ассоциации по изучению мозга «IВRО»; член Международного общества возрастных нейро-наук (ISDN); академик Нью-Йоркской академии наук.
Умер в 1999 году. Похоронен на Донском кладбище.

## Награды
- Заслуженный деятель науки РСФСР (1992)
- Премия имени Л. А. Орбели (1992) — за монографию «Пищевое поведение в онтогенезе»